# Sielec Biskupi
Sielec Biskupi – wieś w Polsce położona w województwie świętokrzyskim, w powiecie kazimierskim, w gminie Skalbmierz. Leży przy DW768.
| SIMC    | Nazwa   | Rodzaj  |
| ------- | ------- | ------- |
| 0268010 | Zagórze | kolonia |

W latach 1975–1998 miejscowość administracyjnie należała do województwa kieleckiego.